# 知的財産研究教育財団
一般財団法人知的財産研究教育財団（ちてきざいさんけんきゅうきょういくざいだん、Foundation for Intellectual Property, FIP）は、知的財産に関する研究・教育の分野で事業を行う一般財団法人である。

## 概要
2016年（平成28年）4月1日に、一般財団法人知的財産研究所と一般社団法人知的財産教育協会とが合併して設立された。知的財産研究所及び知的財産教育協会は、知的財産研究教育財団の下部組織として名称が残り、それぞれ基本的に従前と同様の業務を行っている。

## 事業内容

### 知的財産研究所
- 研究事業
  - 調査研究事業
  - 産業財産権研究推進事業
  - 制度調和共同研究事業
  - 保護包括協力推進事業
  - 研究交流協定
- セミナー事業 
  - IIP知財塾
  - IIPセミナー・報告会
- 図書館
- 賛助会員[1]

### 知的財産教育協会
- 技能検定関連事業
  - 知的財産管理技能検定
  - 知的財産管理技能士会
  - 表彰制度
- スキル評価認定事業
  - IPLawTest（知的財産法学試験）
  - 知的財産アナリスト認定講座
- 中小企業センター
- Fashion Law Institute Japan（ファッション・ロー・インスティテュート・ジャパン）[1]

### その他
- 「IPジャーナル」の発行[1]